# Ћамил Дураковић
Ћамил Дураковић (Лука, Сребреница, 18. јануар 1979) јесте бошњачки политичар. Дураковић је  потпредседник Републике Српске из реда бошњачког народа и бивши начелник општине Сребреница.

## Биографија
Ћамил Дураковић је 1996. године избегао у Сједињене Америчке Државе, где је завршио средњу школу, као и основне и мастер студије из правосудне управе и саветне психологије на New Hampshire University. У Тузли је стекао титулу магистра социјалне политике.

## Политичка каријера
Политички се ангажовао убрзо након повратка у Сребреницу. Био је запослен у Административној служби општине Сребреница, где је био управник Центра за пружање услуга грађанима, у непознатом периоду, јер једни извори наводе да је ту радио до 2008. године или док други наводе да је то било у периоду од 2008. до 2012. године.
Такође се наводи да је био саветник начелника за међународне односе за који постоје сукобљени извори око периода вршења те дужности. Једни извори наводе да је ту радио до 2008. године или док други наводе да је то било у периоду од 2008. до 2012. године.
Али сви извори наводе да је био заменик заменик начелника општине Сребреница Османа Суљића у периоду од 2008. до 2012. године. Кад је Осман Суљић преминуо 2012. године, постао је начелник општине Сребреница или само вршилац дужности до локалних избора 2012. године.
На локалним изборима 2012. године је освојио мандат начелника општине Сребреница као независни кандидат (уз подрушку пробошњачких странака). Ту функцију је вршио до 2016. године
На Локалним изборима 2020. године изабран је за одборника у Скупштини општине Сребреница, да би од априла до септембра 2021. године обављао је функцију председника Скупштине општине Сребреница. На општим изборима у Републици Српској одржаних 2022. године, кандидовао се као независни кандидат. Ту је освојио највише гласова од бошњачких кандидата, али не довољан број гласова да постане председник Републике Српске, па је тако постао потпредседник Републике Српске из реда бошњачког народа.